# Olivia María Delgado Oval
Olivia María Delgado Oval (Arico, Tenerife, 7 de marzo de 1976) es una política, profesora de matemáticas y funcionaria española. Alcaldesa de Arico (junio de 2011 - abril de 2012; 15 de junio de 2019 - 25 de noviembre de 2019; 17 de junio de 2023).

## Biografía
Nació en la localidad tinerfeña de Arico. Tras licenciarse en Matemáticas en la Universidad de la Laguna, realizó en la misma universidad, un postgrado en Ingeniería Informática aplicada a los Sistemas y Tecnologías de la Información. Es funcionaria de carrera del Cuerpo de Profesores de Enseñanza Secundaria de la especialidad de Matemáticas, siendo profesora de matemáticas e informática (desde 2001). 
Olivia Delgado ha sido: alcaldesa de Arico en tres ocasiones (2011-2012, 2019, 2023- actualidad); coordinadora en la Agencia Canaria de Calidad Universitaria y Evaluación Educativa (2012-2015), y senadora en las legislaturas XI, XII, XIII y XIV.

### Caso Mediador
En 2023, la senadora Delgado presentó una querella por difamación contra Marco Antonio Navarro Tacoronte, conocido como el mediador, por señalarla directamente en la trama conocida como Caso Mediador.